# Кравченко, Юрий Андреевич
Юрий Андреевич Кравченко (бел. Юрый Андрэевіч Краўчанка; род. 29 июня 2004, Минск) — белорусский футболист, полузащитник клуба «Ислочь».

## Карьера

### «Динамо» Минск
Воспитанник футбольной академии борисовского БАТЭ. Позже футболист продолжил юношескую карьеру в Футбольной Школе имени Николая Мурашко. В 2020 футболист присоединился к минскому «Динамо», где продолжил выступать на юношеском уровне. В начале 2023 года футболист стал выступать за дублирующий состав клуба. За основную команду минского клуба футболист дебютировал 28 июня 2023 года в матче Кубка Белоруссии против клуба «Жодино-Южное», выйдя на замену на 91 минуте. Однако больше футболист за сезон к матчам с основной командой больше не привлекался. В сентябре 2023 года футболист в составе юношеской команды до 19 лет принимал участие в матчах юношеской лиги УЕФА. По итогу сезона футболист вместе с дублирующий составом стал победителем первенства дублёров, отличившись 5 забитыми голами.

### «Ислочь»
В январе 2024 года футболист на правах свободного агента присоединился к «Ислочи», подписав трёхлетний контракт. Дебютировал за клуб футболист 3 марта 2024 года в четвертьфинальном матче Кубка Белоруссии против «Витебска», выйдя на поле вв стартовом составе и отличившись свой первой результативной передачей. Свой дебютный матч в чемпионате футболист сыграл 13 апреля 2024 года в матче против дзержинского «Арсенала», выйдя на замену на 77 минуте.